# Akiaki
Akiaki es un atolón de las Tuamotu, en la Polinesia Francesa. Administrativamente depende de la comuna de Nukutavake. Está situado en el centro y al este del archipiélago, a 130 km de Nukutavake.Tiene una superficie de 1,7 km² y  la laguna interior está seca. El atolón está deshabitado. 
Fue descubierto en 1768, por el francés Louis Antoine de Bougainville. Sorprendido de que una isla tan pequeña pudiera estar habitada, pensó que serían náufragos, pero al acercarse los indígenas les amenazaron con unas enormes lanzas, y la llamó isla de los Lanceros (Lanciers). El año siguiente al inglés James Cook le pareció que tenía la forma de la típica gorra de lana de los marineros y la llamó Thrum Cap.